# Слепой метод печати

Начальное расположение рук при слепом методе печати

Слепой метод печати (ранее известен как «американский слепой десятипальцевый метод») — метод набора текста, который позволяет пользователю печатать, не глядя на клавиши клавиатуры пишущей машинки или компьютера.
В XIX веке слепому методу печати на пишущих машинках обучали машинисток и секретарей, что позволило сузить сферу использования стенографии и увеличить производительность труда секретарей.

## История
Слепой метод печати был придуман Франком Макгуррином в 1878 году.
25 июля 1888 года в Цинциннати (США) прошли соревнования, на которых Макгуррин, используя свой метод печати, одержал решающую победу над Луисом Тробом, пользовавшимся восьмипальцевым зрячим методом печати. Их результаты появились на титульных листах многих газет. Макгуррин выиграл 500 долларов, что в пересчёте по индексу потребительских цен на 2008 год составило 11 675 долларов. Его победа вызвала широкий интерес к слепому методу печати и к пишущим машинкам. В дальнейшем на основе метода Макгуррина стало «строиться» большинство методик набора «вслепую».
Слепой метод печати упоминается уже спустя три года после того соревнования в книге Артура Конан Дойля:

— Вы не находите, — сказал он, — что при вашей близорукости утомительно так много писать на машинке?

— Вначале я уставала, но теперь печатаю слепым методом, — ответила она.
— Артур Конан Дойль. Приключения Шерлока Холмса. Установление личности (1891)

## Раскладка клавиатуры
Раскла́дка клавиату́ры — форма, размеры и взаимное расположение клавиш на клавиатуре (механическая раскладка). По большей части относится к служебным клавишам и к маркировке клавиш соответствующими знаками (визуальная раскладка) — цифры, буквы и доп. символы. Хотя сейчас раскладки и стандартизированы, однако и та и другая могут иметь некоторые (иногда и существенные) отличия от клавиатуры к клавиатуре, затрудняя, тем самым, привыкание и скоростной набор.
Обычно средний ряд у клавиатуры именуется домашним рядом или клавиши ФЫВА ОЛДЖ, над которыми и располагаются при печати вслепую восемь (большие над пробелом) пальцев. Большинство компьютерных клавиатур имеют выступы в виде точек или полосок на тех клавишах, где должны находиться указательные пальцы (F/J в английской раскладке QWERTY, А/О в русской раскладке ЙЦУКЕН). Таким образом, человек, набирающий текст, может на ощупь определить правильное (над домашним рядом) расположение пальцев.
Некоторыми авторами для изучения слепой печати на русском языке рекомендуется раскладка под названием «Русская (машинопись)». Объясняется это тем, что в этой раскладке не нужно использовать клавишу ⇧ Shift для ввода большинства знаков препинания, которые обычно используются при наборе чаще, чем цифры, к тому же цифры в полноразмерных клавиатурах имеются на цифровом блоке, который рекомендован для изучения тем, кому приходится в больших объёмах вводить цифры.
Переход пользователя с одной раскладки на другую (например с QWERTY на Dvorak, либо с «Русской» на «Русскую (машинопись)») зачастую требует значительных усилий по переучиванию. Максимальная скорость набора зачастую может достигаться только на одной, «привычной», раскладке. 

## Скорость набора текста
Скорость печати зависит от натренированности (приобретаемый навык) и от персональной предрасположенности (анатомическое строение рук, состояние нервной системы и т. д.). Обычный пользователь после обучения показывает в 10-минутном тесте 200-400 ударов в минуту. На международных чемпионатах по перепечатке незнакомых текстов зафиксирован результат 896 ударов в минуту, при 10 минутах набора (на более коротких, известных заранее текстах и т. д.) — более 1200 ударов в минуту. При подсчете считаются удары и по регистровым клавишам, и по другим клавишам (например, во французском — клавиши ударений).

## Польза слепого набора текста
Слепой метод печати имеет следующие положительные стороны для человеческого здоровья:
1. Физическое здоровье — осанка и зрение, так как позволяет разместить клавиатуру и позиционировать монитор в удобные места, в частности поместить монитор на оптимальное для глаз расстояние (на расстоянии 50-70 см.);
2. Психическая утомляемость (меньше умственных усилий на набор текста и выполнение необходимой работы, меньше ошибок и связанного с ними раздражения);
3. Высокая производительность.

## Обучение слепому методу

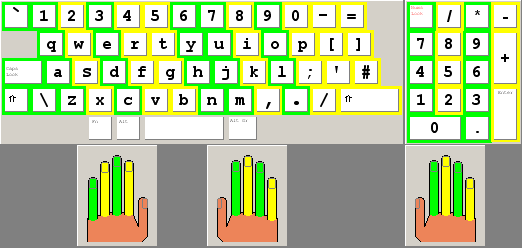
Схема на примере американской раскладки QWERTY

В связи с широким распространением компьютерных технологий работа с компьютером (через взаимодействие при помощи его средств ввода, самыми распространёнными из которых являются клавиатура и мышь) становится необходимой и обыденной задачей. Однако обычным при начальном изучении компьютера является т.н. «зрячий» или «двухпальцевый» метод набора, «найти и нажать», когда набор текста производится отыскиванием очередного символа каждый раз заново, зрительно, ориентируясь по маркировке на клавишах (что значительно замедляет набор, но, с другой стороны, — не требует никакой предварительной подготовки пользователя).
Обучение же «слепому» методу может (в некоторых случаях — менее чем за месяц ежедневных получасовых тренировок), при благоприятных условиях (обучаемость слепому методу сильно зависит от психофизиологических особенностей каждого конкретного человека), позволить вводить текст «вслепую», быстро и безошибочно. Таким образом, потратив некоторое время, человек приобретает умение, которое может сэкономить ему массу времени при работе с клавиатурой и компьютером. При слепом методе печати бо́льший упор делается на мышечную память и тактильные ощущения пальцев, чем на зрение. Однако этот метод требует специального обучения, для чего существуют курсы машинописи, а также бумажные и интерактивные компьютерные самоучители.
В обучении слепому методу предметом изучения является не расположение букв и клавиш на клавиатуре, которое само по себе запоминается достаточно просто, а движения пальцев, которые необходимо соединить в подсознании с определённой буквой или знаком. Этих движений три вида:
1. Удар по клавишам из исходных позиций (ФЫВА ОЛДЖ);
2. Движения от клавишей исходных позиций к другим клавишам той же зоны и удар по ним;
3. Движения от любой клавиши к любой клавише той же зоны и удар по этим клавишам.

Последний тип движений наиболее сложен, и часто не даётся в обучающих курсах напрямую, подразумевая то, что этот тип движений вырабатывается сам в процессе применения навыка.
В процессе выработки данных типов движений происходит изучение расположения клавиш (раскладки). По мнению подавляющего большинства авторов, требуется категорически запретить подглядывания на клавиатуру не только в тех случаях, когда «ослеплена» клавиатура, но и в тех случаях, когда обучающийся затрудняется в поиске букв, иметь в поле зрения хорошо видимое изображение клавиатуры (на стене или на экране дисплея). В то же время, по мнению других, если набирать строго по зонам десятью пальцами, даже в случае подглядывания возможно постепенное формирование навыка слепой печати. При обучении слепому методу можно использовать «пустую» клавиатуру (такую, как Das Keyboard, либо заклеив пластырем или замазав лаком для ногтей буквы на обычной), это психологически упрощает борьбу с подглядыванием. Хотя даже в случае пустой клавиатуры не рекомендуется допускать подсматриваний движения пальцев, это замедляет образование обратной связи, основанной на проприоцептивной чувствительности.
Обычно начинают с запоминания местонахождения клавиш так называемой «основной позиции» — ФЫВА для левой руки и ОЛДЖ для правой. Для облегчения поиска основной позиции и её тактильного распознавания клавиши А и О (в русской раскладке клавиатуры) практически на всех клавиатурах помечены небольшими выступами, которые позволяют ориентироваться на клавиатуре вслепую. Затем нужно освоить «постановку пальцев» — правильное их расположение на клавишах основной позиции.
Дальнейшее совершенствование скоростных навыков — дело времени, упорных тренировок либо практической работы.
Освоив одну раскладку, достаточно легко научиться печатать вслепую и на другом языке уже не прибегая к специальным тренажёрам.

### Обучающие материалы
По слепому методу печати существуют обучающие материалы, которые можно разделить на следующие группы:
- Обучающие руководства, содержащие подборки упражнений, инструктаж по построению графика обучения, срокам обучения и другую теоретическую информацию по технике набора;

- Клавиатурные тренажёры, позволяющие отрабатывать редко встречающиеся символы и тренировать более слабые пальцы;

- Соревнования по технике слепой машинописи, служащие опытным пользователям тренажёром для дальнейшего совершенствования навыка;

- Метод обучения работой, который заключается в развитии навыков печати непосредственно систематическим набором на клавиатуре текста в процессе необходимой сторонней печатной работы на компьютере. Обучавшиеся данным образом зачастую используют всего несколько пальцев, что в конечном счёте может снизить скорость и безошибочность набора, а также приводит к более частым перемещениям кистей рук.

### Комментарии
1. ↑  В разных школах печати эта постановка может несколько варьироваться. Наиболее популярна вышеупомянутая ФЫВА ОЛДЖ, но существует и альтернативная — ЫВАМ ТОЛД.